# Cosco Tower
La Cosco Tower est un gratte-ciel faisant partie de Grand Millennium Plaza sur l'île de Hong Kong. Terminé en 1998, il mesure 230 mètres de haut pour 56 étages.
L'autorité de renouvellement urbain y siège.